# UCF Padova
UCF Padova – włoski klub piłki nożnej kobiet, mający siedzibę w mieście Padwa, na północy kraju.

## Historia
Chronologia nazw:
- 1971: Gamma 3 Padova
- 1977: A.C.F. Padova
- 1981: U.C.F. Padova
- 1988: U.F.C. Padova
- 2008: A.S.D. Ženský-Padova Femminile
- 2015: A.S.D. Calcio Padova Femminile

Klub piłkarski Gamma 3 Padova został założony w mieście Padwa w 1968 roku przez Paolo Mescalchin, właściciela firmy "Gamma 3". W 1972 zespół debiutował w mistrzostwach Serie A. Najpierw zwyciężył w grupie B, a potem zdobył tytuł mistrzowski w turnieju finałowym. W 1973 powtórzył ten sukces. W 1974 zdobył Puchar kraju oraz był drugim w Serie A. Po zakończeniu sezonu 1976 stracił sponsora "Gamma 3" i zmienił nazwę na A.C.F. Padova. W 1978 zajął 9.miejsce, ale zrezygnował z występów w Serie A i zawiesił działalność. W 1981 połączył się z G.S. Castagnara i jako U.C.F. Padova startował w Serie C Triveneto. W 1984 zespół zajął pierwsze miejsce w grupie C Serie C i zdobył promocję do Serie B. W 1985 znów był pierwszym w grupie A i powrócił do Serie A. Po zakończeniu sezonu 1985/86 uplasował się na 13.pozycji i spadł do Serie B. W następnym sezonie zajął 10.miejsce w grupie A i spadł do Serie C Veneto. W 1988 zmienił nazwę na U.F.C. Padova, ale potem zrezygnował z dalszych występów i został rozwiązany.
W 2008 klub został reaktywowany jako A.S.D. Ženský-Padova Femminile po fuzji A.S.D. Ženský 04 i A.C.D. Femminile Padova. Występował w Serie C, a od 2013 w Serie B. W 2015 został reorganizowany na A.S.D. Calcio Padova Femminile i stał się sekcją piłki nożnej kobiet klubu Calcio Padova. Kontynuował występy w Serie B.

## Stadion
Klub rozgrywa swoje mecze domowe na stadionie Silvio Appiani w Padwie, który może pomieścić 24000 widzów.

## Sukcesy

### Trofea międzynarodowe
Nie uczestniczył w rozgrywkach europejskich (stan na 01-01-2017).

### Trofea krajowe
- Serie A (I poziom):
  - mistrz (2): 1972 (FFIUAGC), 1973 (FICF)
  - wicemistrz (3): 1974, 1975, 1977

- Serie B (II poziom):
  - mistrz (1): 1985 (grupa A)

- Puchar Włoch:
  - zdobywca (1): 1974